# 山岳レバノン県
山岳レバノン県（さんがくレバノンけん、アラビア語: محافظة جبل لبنان、Jebel Lubnān）は、レバノン中部山岳地域の県である。首都ベイルートを見下ろす形になっており、レバノン内戦当時は、軍事的に重要な地域であった。県都はバアブダー。日本では、「レバノン山岳県」、「レバノン山地県」と表記されることもある。2021年現在の面積は約1,203平方キロメートル、人口は約151万人（2017年推定）。人口は9県の中で最も多い。
2017年8月16日、県北部のケセルワン郡とジュベイル郡が分離し
ケセルワン＝ジュベイル県となった。分離前の面積は1,968平方キロメートル、人口は1,802,238人（2017年推定）。

## 隣接する県
- ケセルワン＝ジュベイル県
- ベッカー県
- 南レバノン県
- ベイルート県

## 郡

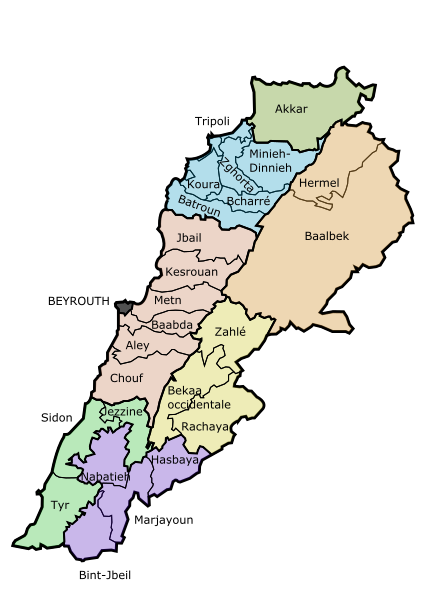
レバノンの郡（ケセルワン、ジュベイル郡分離前）

2021年現在、4郡に区分される。
- アレイ郡（英語版）（Aley）
- バアブダー郡（英語版）（Baabda）
- シューフ郡（英語版）（Chouf）
- マトン郡（英語版）（Matn）